# (9717) Lyudvasilia
(9717) Lyudvasilia est un astéroïde de la ceinture principale.

## Description
(9717) Lyudvasilia est un astéroïde de la ceinture principale. Il fut découvert le 24 septembre 1976 à Naoutchnyï par Nikolaï Tchernykh. Il présente une orbite caractérisée par un demi-grand axe de 2,33 UA, une excentricité de 0,11 et une inclinaison de 7,7° par rapport à l'écliptique.

## Compléments